# Sector Techniek
De Sector Techniek is een van de vier sectoren binnen het voorbereidend middelbaar beroepsonderwijs (vmbo). De andere sectoren zijn economie, landbouw en zorg & welzijn.

## Vakkenpakket
Leerlingen van de meer praktisch georiënteerde basisberoepsgerichte leerweg (vmbo-b), kaderberoepsgerichte leerweg (vmbo-k) en gemengde leerweg (vmbo-g) die de sector Techniek kiezen, zijn verplicht de vakken wiskunde en natuur- & scheikunde 1 (Nask) te kiezen.
Leerlingen van de theoretische leerweg (vmbo-t) dienen naast deze vakken ook nog een keuze te maken uit biologie, natuur- en scheikunde 2, maatschappijkunde, geschiedenis, aardrijkskunde, economie, Frans, Duits, Spaans of een kunstvak. In Caribisch Nederland kan ook nog worden gekozen voor Papiaments. In Europees Nederland kan ook nog worden gekozen voor Turks, Arabisch of Friese taal en cultuur.